# Camaricus castaneiceps
Camaricus castaneiceps är en spindelart som beskrevs av Lucien Berland 1924. Camaricus castaneiceps ingår i släktet Camaricus och familjen krabbspindlar.
Artens utbredningsområde är Nya Kaledonien. Inga underarter finns listade.